# (30719) Isserstedt
(30719) Isserstedt es un asteroide perteneciente al cinturón de asteroides, descubierto el 13 de septiembre de 1963 por Karl Walter Kamper desde el Observatorio Karl Schwarzschild, en Tautenburg, Alemania.

## Designación y nombre
Designado provisionalmente como 1963 RJ. Fue nombrado Isserstedt en homenaje al distrito de la ciudad alemana de Jena, donde sucedió la batalla de Jena.